# Еллен Помпео
Еллен Кетлін Помпео (*10 листопада 1969) — американська акторка і продюсерка. 
Найбільш відома за виконанням головної ролі у телесеріалі Анатомія Грей (2005–2023).

## Життєпис
Народилася в Еверетті, штат Массачусетс, переїхала до Нью-Йорку у 26 років, де її запросив взяти участь у рекламній кампанії L'Oreal кастинг директор. Вона дебютувала на екрані у юридичній драмі Law & Order (Закон і порядок), а потім знялася в кількох телевізійних шоу, включаючи чорну комедію Strangers with Candy, медичну драму Strong Medicine («Сильні ліки») та ситком Friends («Друзі»).
На кіноекранах Помпео дебютувала у 1999 році з романтичною комедією Coming Soon, після чого продовжувала грати невеликі ролі в таких фільмах, як In the Weeds та Mambo Café, але широкого успіху не зазнала. Переломний момент у її кар'єрі настав у 2002 році, коли вона отримала широке визнання за роль у драмі Бреда Сілберлінга Moonlight Mile. Після того Помпео знялася у медичній драмі телекомпанії АВС Grey's Anatomy (Анатомія Грей) (2005–2023), і отримала всесвітнє визнання за зображення головної героїні — докторки Мередіт Грей. Роль у довготривалому серіалі принесла акторці Золотий глобус за найкращу жіночу роль — телесеріал, Драма та Нагороди Гільдії кіноакторів. Персонаж стає широко популярним, а Помпео, в свою чергу, — однією з найвідоміших телевізійних акторок.
У 2015 році Помпео отримала четверте місце в списку найвисокооплачуваних акторок телебачення за версією Forbes із заробітком у розмірі $11.5 мільйонів. Інші відомі ролі Помпео зіграла у комедії Стара школа (2003), фільмі Шибайголова (2003), кримінальному фільмі Art Heist (2004) та комедійній драмі Life of the party (2005). 
У 2007 році Помпео одружилася з продюсером Крісом Айвері (Chris Ivery), у пари народилося троє дітей, двоє з яких були народжені сурогатною матір'ю.

## Фільмографія

### Фільми
| Рік  |    | Українська назва           | Оригінальна назва                     | Роль                   |
| ---- | -- | -------------------------- | ------------------------------------- | ---------------------- |
| 1995 | кф |                            | Do You Have the Time                  | дівчина                |
| 1999 | кф |                            | 8 ½ x 11                              | дівчина з персоналу    |
| 1999 | ф  |                            | Coming Soon                           | розчарована дівчина    |
| 2000 | кф |                            | Eventual Wife                         | Бет                    |
| 2000 | ф  |                            | In the Weeds                          | Марта                  |
| 2000 | ф  |                            | Mambo Café                            | Стейсі                 |
| 2002 | ф  | Місячна миля               | Moonlight Mile                        | Берті Нокс             |
| 2002 | ф  | Спіймай мене, якщо зможеш  | Catch Me If You Can                   | Марсі                  |
| 2003 | ф  | Старе загартування         | Old School                            | Ніколь                 |
| 2003 | ф  | Шибайголова                | Daredevil                             | Карен Пейдж            |
| 2003 | ф  | Підсвідомість              | Undermind                             | Флінн                  |
| 2004 | кф |                            | Nobody's Perfect                      | Вероніка               |
| 2004 | ф  | Викрадачі картин           | Art Heist                             | Сандра Волкер          |
| 2004 | ф  | Вічне сяйво чистого розуму | Eternal Sunshine of the Spotless Mind | Наомі (видалені сцени) |
| 2005 | ф  | Життя на вечірці           | Life of the Party                     | Фібі Елгін             |

### Телебачення
| Рік       |    | Українська назва            | Оригінальна назва             | Роль                                                        |
| --------- | -- | --------------------------- | ----------------------------- | ----------------------------------------------------------- |
| 1996      | с  | Закон і порядок             | Law & Order                   | Дженна Вебер (Епізод: "Savior")                             |
| 1999      | с  |                             | Strangers with Candy          | Ліззі Абрамс (Епізод: "Feather in the Storm")               |
| 2000      | с  |                             | Get Real                      | Ніна Адлер (Епізод: "History Lessons")                      |
| 2000      | с  | Закон і порядок             | Law & Order                   | Лора Кендрік (Епізод: "Fools for Love")                     |
| 2001      | с  | Сильні ліки                 | Strong Medicine               | Квінсі Данн (Епізод: "Wednesday Night Fever")               |
| 2004      | с  | Друзі                       | Friends                       | Міссі Голдберг (Епізод: "The One Where the Stripper Cries") |
| 2005—2023 | с  | Анатомія Грей               | Grey's Anatomy                | докторка Мередіт Грей (433 епізоди)                         |
| 2015      | с  |                             | Repeat After Me               | у ролі самої себе (Епізод: "Episode 108")                   |
| 2017      | мс | Лікар Плюшева               | Doc McStuffins                | Віллов (Епізод: "Willow's Wonky Whiskers")                  |
| 2018—2023 | с  | Станція 19                  | Station 19                    | доктор Мередіт Грей (3 епізоди)                             |
| 2019      | с  |                             | RuPaul's Drag Race: All Stars | гостьова суддя (4-й сезон)                                  |
| 2025      | с  | Зразкова американська сім'я | Good American Family          | Крістін Барнетт (8 епізодів)                                |

### Музичні відео
- Тейлор Свіфт — Bad Blood (2015)